# 中村本然
中村 本然（なかむら ほんねん、1955年 - ）は、真言宗（真言密教）僧侶、仏教学者、密教学者。国際科学振興財団特任研究員。専攻は、弘法大師の思想並びに真言教学史、真言密教の安心論。

## 来歴
神戸市生まれ。1978年3月、高野山大学文学部密教学科卒業。1981年3月、高野山大学大学院 文学研究科修士課程密教学専攻修了。1984年3月、博士後期課程密教学専攻進学、その後同課程単位取得退学。1994年4月、高野山大学助教授。1995年、日本密教学会賞受賞。2002年4月より高野山大学教授。2011年4月より高野山大学密教文化研究所所長も兼任。このほか、高野山専修学院講師、高野山尼僧学院（高野山専修学院尼僧部）講師を務めた。

## 所属学会
- 日本印度学仏教学会（1978年4月～）
- 日本仏教学会（1978年4月～）
- 日本密教学会（1978年4月～）
- 空海研究会（1978年4月～。中国。）
- 空海長安への道調査団（1984年2月～。中国。）
- 密教研究会（1990年4月～）
- 日本山岳修験学会（1995年4月～）
- 宗教倫理学会（2008年1月～）
- 日本道教学会

## 著作

### 著書
- 『真言密教における安心』高野山大学通信教育室 2003年8月
- 『真言教学の諸問題 付参考資料』高野山大学通信教育室 2005年3月
- 『『弁顕密二教論』を読む』高野山大学通信教育室 2008年3月
- 『図説 真言密教がわかる! 空海と高野山』青春出版社 2012年3月2日、ISBN 978-4-413043-52-6

### 論文
- 『釈摩訶衍論』における染浄の特異性について（印度学佛教学研究(第32巻第1号) 、1983年）
- 『釈摩訶衍論』における不二摩訶衍法について-顕家と密家の註釈疏の比較を中心として-（密教学研究(第15号) 、1983年）
- 体相用三大説考 -『釈摩訶衍論』を中心として-（密教文化(第163号)、1983年）
- 『釈摩訶衍論』に説かれる熏習論の特徴について（高野山大学論叢(第23巻)、1988年）
- 『大宗地玄文本論』について-特に『釈摩訶衍論』との関係を中心として-（印度学佛教学研究(第37巻第2号) 、1989年）
- 真言教学のおける生死観ー特に道範の周辺を中心としてー（『空海研究』（第４空海研究会）、2010年2月）
- 真言教学のおける生死観ー『宗骨抄』を中心としてー（日本仏教学会年報（第75号）、2010年9月）
- 『常盤井殿記録』について（高野山大学論叢(第46号)、2011年3月）
- 弘法大師空海の『入楞伽経』理解ー『秘密曼荼羅教付法伝』を中心としてー（日本密教学会、2011年3月）
- 『常盤井殿記録』にみる真言教学についてー特に道順の教説を中心としてー（日本印度学仏教学会（第60巻第1号）、2011年12月）

### その他寄稿
- 「宗教と科学の対話」事業を推進するにあたって（『六大新報』第4292号 、2012年9月）
- 真言密教の安心と現代ー長谷宝秀先生の唱えた凡聖不二観に基づく三句(因・根・究竟)安心説ー（『六大新報新春特集号』 、2013年1月）
- 新刊紹介 山崎泰広著『宇宙からのメッセージ　大日経』は語る（『高野山時報』第3285号、2013年3月）
- 〈特別講演〉「曼荼羅の心と即身成仏について」（『たいまつ通信』67号、2013年5月）
- インタビュー：「東日本大震災復興支援活動から学ぶ連続講座」（『六大新報』第4309号 、2013年5月）